# 연방인쇄국

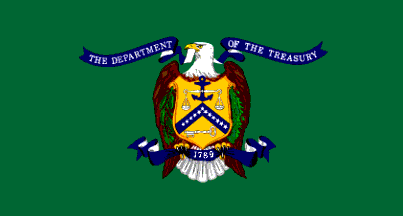

연방인쇄국(Bureau of Engraving and Printing, BEP)은 미국 정부를 위해 다양한 보안 제품을 설계 및 생산하는 미국 재무부 산하 정부 기관으로, 그 중 가장 주목할만한 것은 미국의 중앙은행인 연방준비제도(Federal Reserve)의 연방 준비 은행권(지폐)이다. BEP는 지폐 외에도 재무부 증권, 즉 군사위원회 및 수상 증서, 초대장 및 입장 카드, 다양한 정부 기관을 위한 다양한 유형의 신분증, 양식 및 기타 특수 보안 문서를 생산한다. BEP는 지폐 인쇄자로서 화폐 생산에 관여하는 두 개의 재무부 기관 중 하나이다. 다른 하나는 주화를 주조하는 미국 조폐국(United States Mint)이다. 워싱턴 D.C.와 텍사스 포트워스에 생산 시설을 갖춘 연방인쇄국은 미국 최대 규모의 정부 보안 문서 생산자이다.

## 같이 보기
- 연방준비제도